# Microsoft FrontPage
Microsoft FrontPage ist ein HTML-Editor von Microsoft für das Betriebssystem Windows, der nach dem WYSIWYG-Prinzip arbeitet. Das Programm gehörte zur Familie der Office-Produkte von Microsoft und war in einigen Varianten des Office-Programmpakets enthalten. Entsprechend war es in die Officesuite integriert und unterstützt die Windows SharePoint Services. Im Herbst 2007 trat Microsoft Expression Web die Nachfolge von Microsoft FrontPage an.

## Überblick
Microsoft FrontPage wird als Client-Applikation unter Windows genutzt. In früheren Versionen wurde auch Apples Mac OS unterstützt. Diese Produktlinie wurde jedoch seit 1998 nicht mehr aktualisiert. Der Editor kann auf Websites, im FrontPage-Jargon als Webs bezeichnet, sowohl im lokalen Dateisystem bzw. freigegebenen Netzwerklaufwerken, als auch über HTTP mittels Benutzung eigenentwickelter serverseitiger „FrontPage Extensions“ zugreifen. Besondere Funktionen bietet Frontpage in den aktuellen Versionen bei der Bearbeitung von Windows-SharePoint-Services-Webs und ermöglicht so umfangreiche Erweiterungen und Veränderungen von Windows SharePoint Services mit einfachen Mitteln.

## Funktionen
Frontpage bietet eine Reihe von speziellen Funktionen, die durch Verwaltungsinformationen in Form von vti-Dateien, so genannten Bots oder/und XSLT ermöglicht werden. Einige dieser Funktionen ähneln dem Leistungsumfang, den professionelle, web-basierte Content-Management-Systeme besitzen, z. B. das automatische Generieren von Navigationselementen, das rasche und konsistente Wechseln des Erscheinungsbildes (Design) der gesamten Website oder die Volltextsuche über den gesamten Inhalt einer Website. Die Verwaltungsinformationen sind proprietär und werden ausschließlich von Microsoft FrontPage und einigen verwandten Microsoft-Produkten (z. B. SharePoint) genutzt. Auch die FrontPage Bots sind proprietär. Beide Technologien setzen teilweise eine spezielle Erweiterung auf dem Webserver, die so genannten FrontPage Server Extensions (FPSE), voraus. Auf entgeltlich gemietetem Webhosting sind diese meist vorhanden. Der von den letzteren Versionen von FrontPage (2002 „XP“ / 2003) erzeugte HTML-Code hält sich an die Standards des W3C. Dokumente aus Microsoft Office können problemlos importiert werden, um proprietären Quelltext zu entfernen.
Microsoft FrontPage eignet sich für die Verwaltung von kleineren und mittelgroßen Websites. Die Verwaltung größerer Websites mit einem Datenvolumen von rund 10 GB mit mehreren hunderttausend Objekten ist durch die Untergliederung in Webs, Subwebs und Nested Subwebs zwar ebenfalls möglich, jedoch verringert sich dabei der Benutzerkomfort und die Gewährleistung einer Design- und Link-Konsistenz wird zunehmend schwieriger.

## Geschichte
Das ursprünglich von Vermeer Technologies Inc. entwickelte Programm wurde 1995 in der Version FrontPage 1.0 am Markt eingeführt. Zu dieser Zeit gab es noch keine verbreiteten visuellen HTML-Editoren. FrontPage war von Anfang an mehrbenutzerfähig und integrierte die Verwaltung von Websites sowie das Editieren von HTML-Seiten in einem Paket, dabei waren die beiden Funktionen aufgeteilt in zwei Applikationen: dem FrontPage Explorer, der die Verwaltung übernahm, und zum anderen den FrontPage Editor, der dann die Bearbeitung einer einzelnen Seite ermöglicht. Bereits nach kurzer Marktpräsenz wurde das Produkt von Microsoft übernommen und als Microsoft FrontPage 1.1 im Frühjahr 1996 auf den Markt gebracht.
FrontPage 2.0 wurde von Microsoft ebenfalls 1996 unter der Bezeichnung Microsoft FrontPage 97 veröffentlicht. Verbessert wurde die Integration in Microsoft Office, daneben wurden Zusatztools wie das Bildbearbeitungsprogramm Image Composer und der Webserver Microsoft Personal Web Server (PWS) hinzugefügt. Seit dieser Version kann FrontPage HTML-Code direkt bearbeiten.
FrontPage Express war eine abgespeckte Variante des HTML-Editors FrontPage 2.0 aus dem Hause Microsoft. Dieser wurde, benannt in Anlehnung an Outlook Express, mit dem Internet Explorer 4.0 und 5.0 vertrieben, danach aber auch wieder eingestellt. Die Variante bestand nur aus dem FrontPage Editor selbst, der FrontPage Explorer fehlte.
FrontPage 3.0 wurde als Microsoft FrontPage 98 im Jahr 1997 veröffentlicht. Es wurden weitere Werkzeuge zur Bildbearbeitung sowie die Möglichkeit der WYSIWYG-Bearbeitung von Tabellen und Frames integriert. In dieser Version wurde auch die grafische Darstellung der Struktur einer Website zur Bearbeitung der automatisch generierten Navigationsleisten sowie die Unterstützung für die Skriptsprache ASP hinzugefügt.
FrontPage 4.0 erschien 1999 unter der Bezeichnung Microsoft FrontPage 2000, war zum ersten Mal eine einzelne integrierte Applikation, die FrontPage Editor und FrontPage Explorer vereinte und bot erstmals Unterstützung für Cascading Style Sheets und konnte direkt bearbeiteten HTML-Code vor Veränderungen durch das Programm schützen (HTML Source Preservation). Außerdem wurden zahlreiche Funktionen zur Vereinfachung und Benutzung ergänzt, beispielsweise der Database Results Wizard. Diese Version bot auch eine rudimentäre Unterstützung für DHTML und XML, sowie einen integrierten Mechanismus zur Versionskontrolle (Check in, Check out). FrontPage Webs können seit dieser Version weiter verschachtelt werden (Nested Subwebs). Es gab auch erstmals Unterstützung für einfaches Workflow Management.
FrontPage 5.0 wurde 2001 als Microsoft FrontPage 2002 (auch fälschlicherweise bekannt als Frontpage XP) am Markt eingeführt. Zu den Neuerungen zählen automatisch aktualisierte Webinhalte, die Bearbeitung von SharePoint-basierten Websites über den Browser, eine stärkere Integration der Office-Zwischenablage und die Möglichkeit der gezielten Veröffentlichung einzelner Seiten.
Die Version Microsoft FrontPage 2003 (auch bekannt als FrontPage ONG oder FrontPage 11 oder FrontPage 6.0) erschien 2003 und verbesserte vor allem die Unterstützung der offenen Web-Standards wie XML und WebDAV. Erstmals stehen seit dieser Version ein Seitenlineal und ein Layoutraster für pixelgenaues HTML-Layout zur Verfügung.
In Office 2007 ist FrontPage nicht mehr enthalten. Es wird abgelöst von Microsoft Expression Web und dem kostenlosen Visual Web Developer Express zur Webseiten-Erstellung für das Internet und SharePoint-Designer zur Gestaltung von SharePoint-Seiten vornehmlich für das Intranet.

## Microsoft FrontPage Server Extensions
Die Microsoft FrontPage Server Extensions (FPSE) sind Erweiterungen, die den FrontPage-Client um zusätzliche Funktionen ergänzen. Die FPSE werden auf dem Webserver installiert und stehen für die Plattformen Windows (Internet Information Services bzw. früher Internet Information Server, beide abgekürzt IIS) sowie Unix (PHP, Apache) unter einer proprietären Lizenz zur Verfügung.